# Раковец-над-Ондавою
Раковец-над-Ондавою (словац. Rakovec nad Ondavou, угор. Rákóc) — село, громада в окрузі Михайлівці, Кошицький край, східна Словаччина. Кадастрова площа громади — 15,218 км². Населення — 1063 особи (станом на 31 грудня 2017 р.).
Вперше згадується 1266 року.

## Географія
Село розташоване на висоті 146 м над рівнем моря за 15 км на північний захід від адмінцентра округу міста Михайлівці на річці Ондава. Протікає Трговіштський потік.

## Населення
| Рік:            | 1994. | 2004.   | 2014.   | 2024.   |
| --------------- | ----- | ------- | ------- | ------- |
| Кількість осіб: | 1090  | 1086    | 1042    | 1015    |
| Різниця:        |       | -0,36 % | -4,05 % | -2,59 % |

| Рік:            | 2023. | 2024.   |
| --------------- | ----- | ------- |
| Кількість осіб: | 1009  | 1015    |
| Різниця:        |       | +0,59 % |

## Пам'ятки
У селі є стара греко-католицька церква охорони Пресвятої Богородиці з 1760 року в стилі бароко-класицизму та нова греко-католицька церква охорони Пресвятої Богородиці з 21 століття.